# Polimorfismo ricostruttivo
Il Polimorfismo ricostruttivo è una reazione mineralogica polimorfa. In tale reazione si verifica la riorganizzazione praticamente completa della struttura cristallina.
Questo tipo di trasformazione implica la rottura dei legami chimici e la riorganizzazione delle unità strutturali secondo differenti disposizioni e richiede una grande quantità di energia, non è facilmente reversibile ed è piuttosto lento.

## Alcuni esempi
Un esempio di questo tipo di reazione polimorfa è la trasformazione di tridimite o cristobalite in quarzo-α. Tutte e tre queste fasi sono polimorfe del biossido di silicio o SiO2.
La tridimite e la cristobalite si formano ad alte temperature ed a pressioni relativamente basse, ad esempio in rocce vulcaniche acide (ricche in SiO2), o per devetrificazione di vetri vulcanici, ad esempio ossidiana.
Nella tabella in basso possiamo notare per entrambi i polimorfi un peso specifico di 2,20; sono questi i valori più bassi fra tutti i polimorfi di SiO2 elencati.
Per trasformare il reticolo della cristobalite (o della tridimite) in quello del quarzo-α è richiesta una notevole energia di attivazione.
Tridimite e cristobalite sono metastabili in condizioni ordinarie; entrambi i minerali sono comunque presenti in rocce vulcaniche terrestri molto antiche e anche in lave lunari precambriane. 
La persistenza di questi minerali metastabili testimonia l'elevata energia necessaria per attivare una trasformazione polimorfa ricostruttiva.
La coesite e la stishovite sono invece fasi della SiO2 stabili nelle regioni di alta ed altissima pressione del loro diagramma di stabilità. Entrambe queste fasi si trovano in crateri di meteoriti, come prodotto appunto del loro impatto con la Terra.
La coesite si trova anche nelle kimberliti, che sono rocce originatesi ad alta pressione nel mantello superiore e sono le rocce in cui si trova il diamante.
Nella tabella in basso è possibile osservare il peso specifico molto elevato di queste due fasi rispetto a quello degli altri polimorfi della silice.
La stishovite ha un impaccamento atomico insolitamente alto per un silicato. Nella sua struttura, il silicio è circondato da sei atomi di ossigeno vicini in coordinazione ottaedrica, mentre in tutti gli altri polimorfi di SiO2 il silicio è in coordinazione solo con 4 atomi di ossigeno.
Infine, le differenze fra i polimorfi del C, del FeS2 e del CaCO3, come si evince dalla tabella, sono tali che le trasformazioni richiedono una ricostruzione della struttura: ognuno di questi sistemi è quindi un esempio di polimorfismo ricostruttivo.
| Composizione | Minerale       | Sistema cristallino | Gruppo spaziale | Durezza | Peso specifico |
| C            | Diamante       | Cubico              | Fd3m            | 10      | 3,52           |
| "            | Grafite        | Esagonale           | P63/mmc         | 1       | 2,23           |
| FeS2         | Pirite         | Cubico              | Pa3             | 6       | 5,02           |
| "            | Marcasite      | Ortorombico         | Pnnm            | 6       | 4,89           |
| CaCO3        | Calcite        | Romboedrico         | R3c             | 3       | 2,71           |
| "            | Aragonite      | Ortorombico         | Pnam            | 3,5     | 2,94           |
| SiO2         | Quarzo-α       | Esagonale           | P3121           | 7       | 2,65           |
| "            | Quarzo-β       | Esagonale           | P6222           | 7       | 2,53           |
| "            | Tridimite-β    | Esagonale           | P63/mmc         | 7       | 2,20           |
| "            | Tridimite-α    | Ortorombico         | C2221           | 7       | 2,26           |
| "            | Cristobalite-β | Cubico              | Fd3m            | 6,5     | 2,20           |
| "            | Cristobalite-α | Tetragonale         | P41212          | 6,5     | 2,32           |
| "            | Coesite        | Monoclino           | C2/c            | 7,5     | 3,01           |
| "            | Stishovite     | Tetragonale         | P42/mnm         | 7,5     | 4,30           |